# Södra Sävsjön
Södra Sävsjön är en sjö i Mora kommun i Dalarna och ingår i Dalälvens huvudavrinningsområde. Sjön har en area på 0,203 kvadratkilometer och ligger 322,1 meter över havet. Sjön avvattnas av vattendraget Noret.

## Delavrinningsområde
Södra Sävsjön ingår i det delavrinningsområde (673405-142213) som SMHI kallar för Utloppet av Södra Sävsjön. Medelhöjden är 334 meter över havet och ytan är 1,97 kvadratkilometer. Räknas de 2 avrinningsområdena uppströms in blir den ackumulerade arean 17,56 kvadratkilometer. Noret som avvattnar avrinningsområdet har biflödesordning 3, vilket innebär att vattnet flödar genom totalt 3 vattendrag innan det når havet efter 333 kilometer. Avrinningsområdet består mestadels av skog (64 procent) och sankmarker (21 procent). Avrinningsområdet har 0,19 kvadratkilometer vattenytor vilket ger det en sjöprocent på 9,8 procent.